# Солодъярви
Солодъярви — озеро на территории Паданского сельского поселения Медвежьегорского района Республики Карелии.

## Общие сведения
Площадь озера — 1,6 км². Располагается на высоте 197,6 метров над уровнем моря.
Форма озера лопастная, продолговатая: оно вытянуто с северо-запада на юго-восток. Берега преимущественно возвышенные.
Через озеро протекает река Чёрная, протекающая ниже через озеро Хаугъярви и втекающая в реку Ломнезерку, впадающую в озеро Селецкое.
В озере расположено не менее трёх безымянных островов различной площади.
Код объекта в государственном водном реестре — 02020001111102000007307.